# Les démocrates (Québec)
Pour les articles homonymes, voir Les Démocrates.
Les démocrates est un parti politique québécois mineur ayant œuvré sur la scène provinciale en 1979. En 1980, il change de nom pour Parti démocrate créditiste. Le parti est dissout en 1980 sans avoir participé à aucune élection. Le parti ne perd toutefois son autorisation au Directeur général des élections qu'en 1985.
Les Démocrates a été l'un des partis créditistes québécois. Légalement, Les Démocrates et le Parti démocrate créditiste ne sont toutefois que le changement de nom du Ralliement créditiste du Québec.

## Histoire
Le parti Les démocrates est fondé le 12 novembre 1978 par Camil Samson, député de Rouyn-Noranda à l'Assemblée nationale du Québec, et Pierre Sévigny, ancien ministre progressiste-conservateur à la Chambre des communes du Canada. Le parti est formé de membres du Ralliement créditiste du Québec. Camil Samson est désigné chef du parti et Pierre Sévigny, président,.
Le 1er janvier 1980, le parti change de nom pour « Parti démocrate créditiste ».
Lorsque Camil Samson joint le Parti libéral du Québec, le 2 septembre 1980, le parti est dissout.
Le Directeur général des élections du Québec ne retire toutefois l'autorisation au parti que le 16 novembre 1985,.

## Idéologie
L'idéologie du parti Les Démocrates se fonde grandement sur les idées défendues par le Ralliement créditiste du Québec, ancien parti du chef Camil Samson. Les Démocrates souhaitent donc défendre les valeurs chrétiennes et le maintien du fédéralisme canadien. « Le Parti québécois constitue une cible privilégiée de Samson, tout comme le laxisme observé dans les écoles et l'interventionnisme de l'État qui est perçu comme un fléau. »
Le parti Les Démocrates se fonde donc dans l'optique du mouvement créditiste canadien.

## Structure
Légalement, Les Démocrates et le Parti démocrate créditiste ne sont que la continuation, sous un autre nom, du Ralliement créditiste du Québec.
Le chef du parti, Camil Samson, ne se cache pas de l'importance qu'il joue au sein de la formation politique. Il affirme, lors de l'assemblée de fondation : « le chef a un droit de regard et de veto dans toutes les affaires du parti. »

## Résultats électoraux
Malgré plusieurs élections partielles durant l'année 1979, le parti ne présentera aucun candidat à aucune élection provinciale. Il sera toutefois représenté à l'Assemblée nationale du Québec par son chef Camil Samson élu à l'élection de 1976 (il avait toutefois été élu lors de cette élection sous la bannière du Ralliement créditiste du Québec).